# Olympique Lyonnais 2024-2025
Questa voce raccoglie le informazioni riguardanti l'Olympique Lyonnais nelle competizioni ufficiali della stagione 2024-2025.

## Stagione
La stagione 2024-2025 vede la 66ª partecipazione alla Ligue 1 per l'Olympique Lione, che conferma in panchina il tecnico Pierre Sage. Avendo concluso il campionato precedente in sesta posizione, la squadra di Lione si qualifica in UEFA Europa League. L'esordio in campionato, avvenuto il 18 agosto, vede la sconfitta per 3-0 sul campo del Rennes. Il 30 agosto, dopo due sconfitte consecutive, perviene la prima vittoria stagionale grazie al 4-3 casalingo inflitto allo Strasburgo.

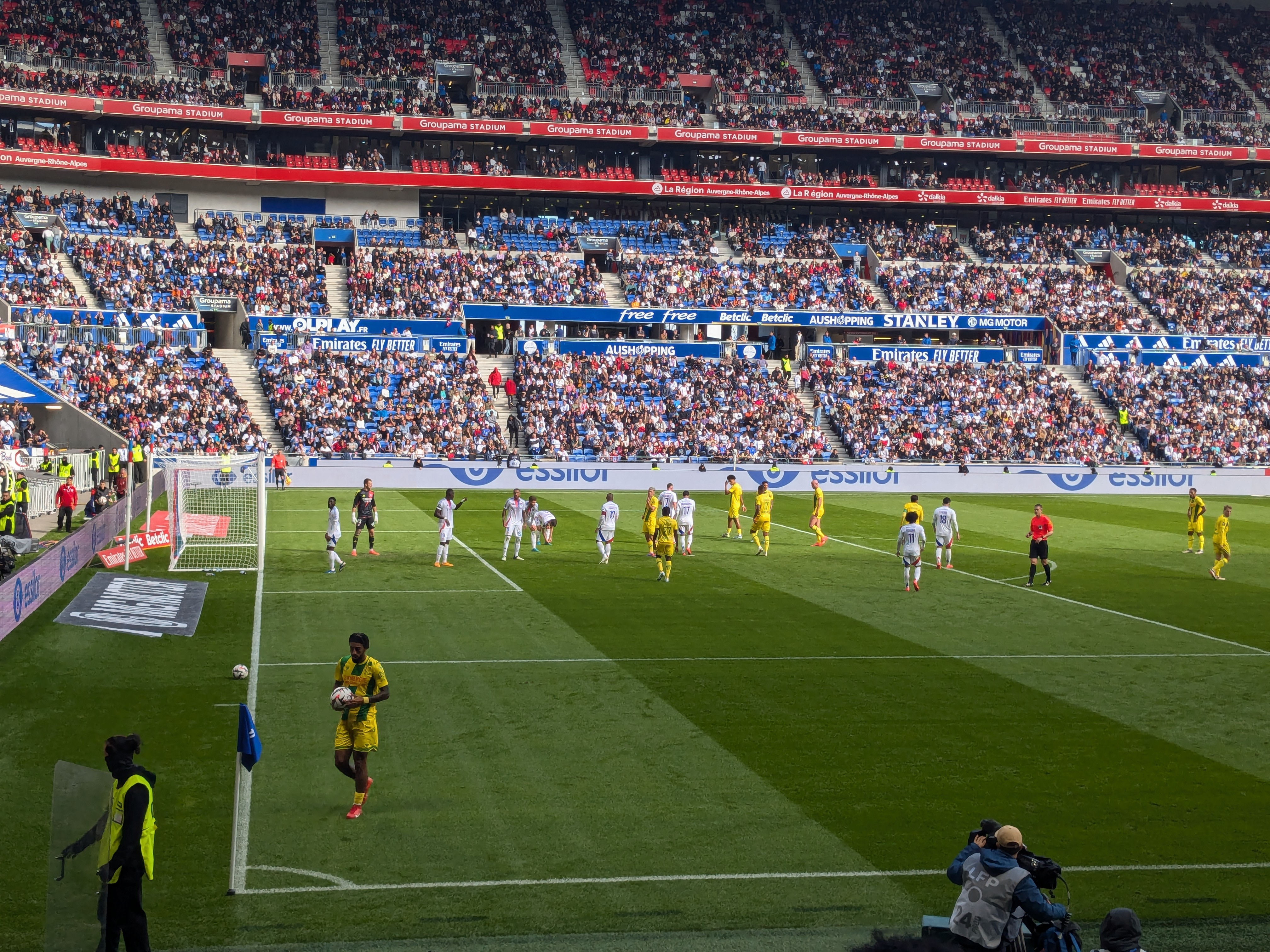
Una fase di gioco di Olympique Lione-Nantes

L'esordio in Europa sorride agli uomini di Sage, che battono per 2-0 i greci dell'Olympiacos. Il 10 novembre Les Gones si aggiudicano il derby del Rodano, battendo per 1-0 il Saint-Étienne con una rete di Alexandre Lacazette. Il 15 novembre la DNCG ha imposto al club il blocco del mercato in entrata durante la sessione invernale e l'obbligo di sanare parte del debito di 500 milioni di euro, onde evitare la retrocessione in Ligue 2. Il 21 dicembre la squadra di Sage esordisce in Coppa di Francia contro il Feignies-Aulnoye, vincendo per 2-1 sul neutro di Valenciennes e chiudendo così il 2024.
Il 15 gennaio ha risonanza internazionale l'eliminazione del Lione ai rigori contro il Bourgoin-Jallieu, squadra militante in quinta divisione. Il 28 gennaio 2025 Pierre Sage viene sollevato dall'incarico di allenatore, insieme a tutto il suo staff. Il 30 gennaio, il Lione conclude la fase campionato di Europa League pareggiando per 1-1 contro i bulgari del Ludogorec, centrando così la qualificazione diretta agli ottavi di finale. Il 31 gennaio il portoghese Paulo Fonseca, ex tecnico del Milan, viene nominato nuovo allenatore dell'OL.
Il 17 aprile la squadra di Fonseca viene eliminata ai quarti di Europa League per mano degli inglesi del Manchester Utd, ai tempi supplementari, con il doppio confronto concluso col risultato di 7-6.
Il 24 giugno il club è condannato dalla DNCG alla retrocessione in Ligue 2 per irregolarità finanziarie, salvo poi vincere il ricorso in appello e rimanere in Ligue 1.

## Maglie e sponsor
Lo sponsor tecnico per la stagione 2024-2025 è Adidas, mentre lo sponsor ufficiale è Emirates.
| Casa | Trasferta |

## Rosa

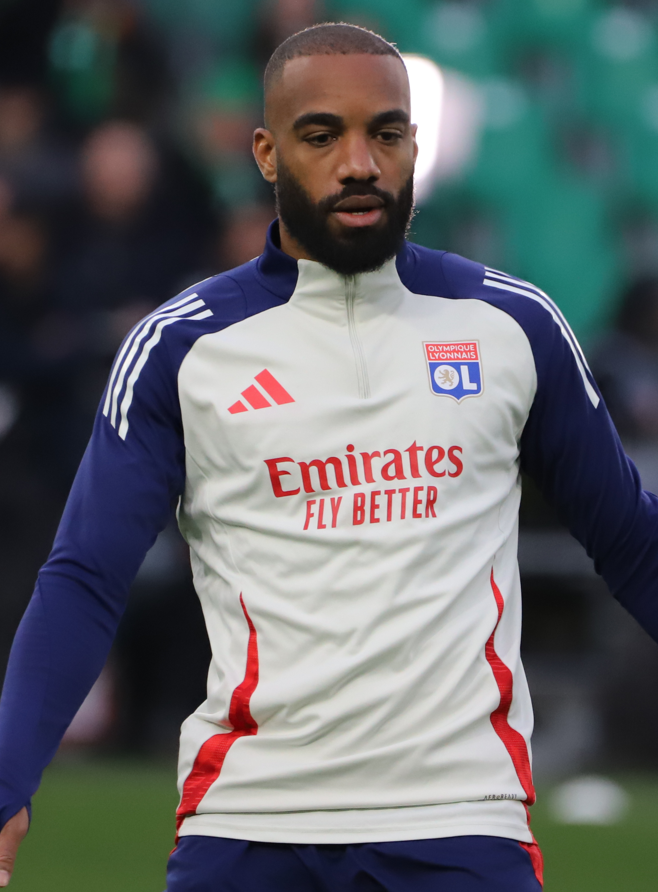
Alexandre Lacazette è il capitano del Lione

Rosa e numerazione, tratte dal sito ufficiale dell'Olympique Lione.
| N. |                           | Ruolo | Calciatore                       |
| -- | ------------------------- | ----- | -------------------------------- |
| 1  | Portogallo (bandiera)     | P     | Anthony Lopes                    |
| 1  | Brasile (bandiera)        | P     | Lucas Perri                      |
| 3  | Argentina (bandiera)      | D     | Nicolás Tagliafico               |
| 4  | Costa d'Avorio (bandiera) | C     | Paul Akouokou                    |
| 5  | Croazia (bandiera)        | D     | Dejan Lovren                     |
| 6  | Francia (bandiera)        | C     | Maxence Caqueret                 |
| 7  | Guinea-Bissau (bandiera)  | A     | Mama Samba Baldé                 |
| 7  | Francia (bandiera)        | C     | Jordan Veretout                  |
| 8  | Francia (bandiera)        | C     | Corentin Tolisso (vice capitano) |
| 9  | Nigeria (bandiera)        | A     | Gift Orban                       |
| 10 | Francia (bandiera)        | A     | Alexandre Lacazette (capitano)   |
| 11 | Belgio (bandiera)         | A     | Malick Fofana                    |
| 12 | Costa d'Avorio (bandiera) | A     | Wilfried Zaha                    |
| 14 | Brasile (bandiera)        | D     | Adryelson                        |
| 15 | Stati Uniti (bandiera)    | C     | Tanner Tessmann                  |
| 16 | Brasile (bandiera)        | D     | Abner                            |

| N. |                        | Ruolo | Calciatore             |
| -- | ---------------------- | ----- | ---------------------- |
| 17 | Algeria (bandiera)     | A     | Saïd Benrahma          |
| 18 | Francia (bandiera)     | A     | Rayan Cherki           |
| 19 | Senegal (bandiera)     | D     | Moussa Niakhaté        |
| 20 | Francia (bandiera)     | D     | Saël Kumbedi           |
| 22 | Angola (bandiera)      | C     | Clinton Mata           |
| 23 | Argentina (bandiera)   | C     | Thiago Almada          |
| 25 | Belgio (bandiera)      | C     | Orel Mangala           |
| 27 | Francia (bandiera)     | D     | Warmed Omari           |
| 30 | Francia (bandiera)     | P     | Justin Bengui          |
| 31 | Serbia (bandiera)      | C     | Nemanja Matić          |
| 34 | Francia (bandiera)     | C     | Mahamadou Diawara      |
| 37 | Ghana (bandiera)       | A     | Ernest Nuamah          |
| 40 | Francia (bandiera)     | P     | Rémy Descamps          |
| 55 | Croazia (bandiera)     | D     | Duje Ćaleta-Car        |
| 69 | Georgia (bandiera)     | A     | Georges Mikautadze     |
| 98 | Inghilterra (bandiera) | C     | Ainsley Maitland-Niles |

## Calciomercato

### Sessione estiva
| Acquisti         | Acquisti           | Acquisti            | Acquisti                         |
| R.               | Nome               | da                  | Modalità                         |
| ---------------- | ------------------ | ------------------- | -------------------------------- |
| P                | Rémy Descamps      | Nantes              | gratuito                         |
| D                | Abner              | Betis               | definitivo (23,4 milioni €)      |
| D                | Duje Ćaleta-Car    | Southampton         | definitivo (3,59 milioni €)      |
| D                | Moussa Niakhaté    | Nottingham Forest   | definitivo (31,9 milioni €)      |
| D                | Warmed Omari       | Rennes              | prestito oneroso (0,5 milioni €) |
| C                | Orel Mangala       | Nottingham Forest   | definitivo (23,4 milioni €)      |
| C                | Ernest Nuamah      | RWDM47              | definitivo (28,5 milioni €)      |
| C                | Tanner Tessmann    | Venezia             | definitivo (6 milioni €)         |
| C                | Jordan Veretout    | Olympique Marsiglia | definitivo (4 milioni €)         |
| A                | Mama Baldé         | Troyes              | definitivo (6 milioni €)         |
| A                | Saïd Benrahma      | West Ham Utd        | definitivo (14,4 milioni €)      |
| A                | Georges Mikautadze | Metz                | definitivo (18,5 milioni €)      |
| A                | Wilfried Zaha      | Galatasaray         | prestito oneroso (3 milioni €)   |
| Altre operazioni |                    |                     |                                  |
| R.               | Nome               | da                  | Modalità                         |
| D                | Mamadou Sarr       | RWDM47              | fine prestito                    |
| D                | Achraf Laâziri     | Dunkerque           | fine prestito                    |
| D                | Irvyn Lomami       | Laval               | fine prestito                    |
| C                | Skelly Alvero      | Werder Brema        | fine prestito                    |
| C                | Florent Sanchez    | RWDM47              | fine prestito                    |
| A                | Tino Kadewere      | Nantes              | fine prestito                    |
| A                | Amin Sarr          | Wolfsburg           | fine prestito                    |

| Cessioni         | Cessioni          | Cessioni          | Cessioni                    |
| R.               | Nome              | a                 | Modalità                    |
| ---------------- | ----------------- | ----------------- | --------------------------- |
| D                | Adryelson         | Botafogo          | prestito                    |
| D                | Sinaly Diomandé   | Auxerre           | gratuito                    |
| D                | Henrique          |                   | svincolato                  |
| D                | Jake O'Brien      | Everton           | definitivo (19,5 milioni €) |
| D                | Mamadou Sarr      | Strasburgo        | definitivo (10 milioni €)   |
| C                | Johann Lepenant   | Nantes            | prestito                    |
| C                | Orel Mangala      | Everton           | prestito                    |
| A                | Mama Samba Baldé  | Brest             | definitivo (4,5 milioni €)  |
| Altre operazioni |                   |                   |                             |
| R.               | Nome              | a                 | Modalità                    |
| D                | Duje Ćaleta-Car   | Southampton       | fine prestito               |
| D                | Achraf Laâziri    | RWDM47            | prestito                    |
| C                | Skelly Alvero     | Werder Brema      | definitivo (4,75 milioni €) |
| C                | Islamdine Halifa  | RWDM47            | prestito                    |
| C                | Orel Mangala      | Nottingham Forest | fine prestito               |
| C                | Ernest Nuamah     | RWDM47            | fine prestito               |
| A                | Saïd Benrahma     | West Ham Utd      | fine prestito               |
| A                | Mohamed El Arouch | Botafogo          | gratuito                    |
| A                | Tino Kadewere     | Nantes            | gratuito                    |
| A                | Mama Samba Baldé  | Troyes            | fine prestito               |
| A                | Amin Sarr         | Verona            | prestito                    |

### Sessione invernale
| Acquisti         | Acquisti      | Acquisti | Acquisti      |
| R.               | Nome          | da       | Modalità      |
| ---------------- | ------------- | -------- | ------------- |
| C                | Thiago Almada | Botafogo | prestito      |
| Altre operazioni |               |          |               |
| R.               | Nome          | da       | Modalità      |
| D                | Adryelson     | Botafogo | fine prestito |
| A                | Jeffinho      | Botafogo | fine prestito |

| Cessioni         | Cessioni          | Cessioni     | Cessioni                   |
| R.               | Nome              | a            | Modalità                   |
| ---------------- | ----------------- | ------------ | -------------------------- |
| P                | Anthony Lopes     | Nantes       | gratuito                   |
| C                | Maxence Caqueret  | Como         | definitivo (15 milioni €)  |
| C                | Mahamadou Diawara | Le Havre     | prestito                   |
| C                | Wilfried Zaha     | Galatasaray  | fine prestito              |
| A                | Gift Orban        | Hoffenheim   | definitivo (9 milioni €)   |
| A                | Saïd Benrahma     | Neom         | prestito                   |
| Altre operazioni |                   |              |                            |
| R.               | Nome              | a            | Modalità                   |
| P                | Justin Bengui     | Jedinstvo Ub | prestito                   |
| D                | Adryelson         | Anderlecht   | prestito                   |
| C                | Florent Sanchez   | Orléans      | gratuito                   |
| A                | Jeffinho          | Botafogo     | definitivo (5,3 milioni €) |

## Risultati

### Ligue 1

#### Girone di andata
| Arbitro: | Millot |

|                                         |           |  |
| Bourigeaud 19’ Gouiri 21’ Meister 90+1’ | Marcatori |  |

| Arbitro: | Frappart |

|  |           |                              |
|  | Marcatori | 65’ Ben Seghir 80’ L. Camara |

| Arbitro: | Léonard |

|                                                 |           |                                        |
| Tolisso 45+2’ Maitland-Niles 61’ Orban 63’, 72’ | Marcatori | 3’ Nanasi 48’ Andrey Santos 58’ Emegha |

| Lens 15 settembre 2024, ore 20:45 CEST 4ª giornata | Lens    | 0 – 0 referto | Olympique Lione | Stadio Bollaert-Delelis (38 116 spett.)\| Arbitro: \| Dechepy \| |
| Arbitro:                                           | Dechepy |               |                 |                                                                  |

| Arbitro: | Bastien |

|                             |           |                                     |
| Ćaleta-Car 53’ Cherki 90+3’ | Marcatori | 69’ Lirola 82’ U. Garcia 90+5’ Rowe |

| Arbitro: | Angoula |

|           |           |                                    |
| Gboho 14’ | Marcatori | 28’ (aut.) Nicolaisen 90+5’ Fofana |

| Arbitro: | Bollengier |

|                                   |           |  |
| Tagliafico 22’ Pallois 54’ (aut.) | Marcatori |  |

| Arbitro: | Kherradji |

|  |           |                                                 |
|  | Marcatori | 32’ Abner 57’ Fofana 71’ Lacazette 87’ Benrahma |

| Arbitro: | Stinat |

|                              |           |                               |
| Mikautadze 45+5’ (rig.), 62’ | Marcatori | 47’ S. Diomandé 72’ H. Traorè |

| Arbitro: | Brisard |

|           |           |              |
| David 17’ | Marcatori | 90+1’ Fofana |

| Arbitro: | Delajod |

|               |           |  |
| Lacazette 29’ | Marcatori |  |

| Arbitro: | Frappart |

|                |           |            |
| O. Diakité 55’ | Marcatori | 38’ Cherki |

| Arbitro: | Dechepy |

|                                            |           |          |
| Lacazette 4’, 41’, 69’ (rig.) Veretout 43’ | Marcatori | 22’ Diop |

| Arbitro: | Bollengier |

|  |           |                                          |
|  | Marcatori | 26’ Tagliafico 55’ Cherki 88’ Mikautadze |

| Arbitro: | Bastien |

|                                            |           |                |
| Dembélé 8’ Vitinha 14’ (rig.) G. Ramos 88’ | Marcatori | 40’ Mikautadze |

| Arbitro: | Stinat |

|                    |           |  |
| Fayad 90+1’ (aut.) | Marcatori |  |

| Arbitro: | Wattellier |

|                          |           |                |
| M. Camara 8’ Ajorque 25’ | Marcatori | 45+1’ Veretout |

#### Girone di ritorno
| Décines-Charpieu 18 gennaio 2025, ore 21:00 CET 18ª giornata | Olympique Lione | 0 – 0 referto | Tolosa | Parc Olympique Lyonnais (42 750 spett.)\| Arbitro: \| Millot \| |
| Arbitro:                                                     | Millot          |               |        |                                                                 |

| Arbitro: | Bastien |

|             |           |            |
| Mohamed 90’ | Marcatori | 10’ Nuamah |

| Arbitro: | Brisard |

|                                            |           |                                  |
| Greenwood 61’ Rabiot 64’ Luis Henrique 85’ | Marcatori | 53’ Tolisso 72’ (rig.) Lacazette |

| Arbitro: | Letexier |

|                                                        |           |  |
| Tagliafico 36’ Tolisso 68’ Cherki 79’ Mikautadze 90+3’ | Marcatori |  |

| Arbitro: | Bollengier |

|                  |           |                                                    |
| T. Coulibaly 38’ | Marcatori | 3’ Mikautadze 50’ Nuamah 53’ Tolisso 73’ Lacazette |

| Arbitro: | Wattellier |

|                          |           |                             |
| Cherki 83’ Tolisso 90+2’ | Marcatori | 53’, 85’ Hakimi 59’ Dembélé |

| Arbitro: | Millot |

|                    |           |                 |
| Lacazette 24’, 82’ | Marcatori | 15’ (rig.) Lala |

| Arbitro: | Bastien |

|  |           |                       |
|  | Marcatori | 78’ Cherki 83’ Nuamah |

| Arbitro: | Millot |

|                                                                |           |                                   |
| Lacazette 22’ (rig.) M. Fofana 78’ Mikautadze 82’ Almada 90+6’ | Marcatori | 31’ (rig.) A. Touré 45+1’ Casimir |

| Arbitro: | Lissorgue |

|                                                       |           |                                     |
| Andrey Santos 55’ Bakwa 60’ Emegha 73’ Amo-Ameyaw 89’ | Marcatori | 62’ Tolisso 90+6’ (rig.) Mikautadze |

| Arbitro: | Wattellier |

|                                 |           |               |
| Lacazette 38’ (rig.) Cherki 70’ | Marcatori | 1’ B. Diakité |

| Arbitro: | Frappart |

|              |           |                                               |
| Sinayoko 77’ | Marcatori | 2’ (rig.) Mikautadze 62’ Cherki 84’ Lacazette |

| Arbitro: | Letexier |

|                   |           |              |
| Stasssin 10’, 67’ | Marcatori | 76’ Tessmann |

| Arbitro: | Bollengier |

|                                                       |           |           |
| M. Fofana 8’ Tolisso 25’ Lacazette 39’ Mikautadze 77’ | Marcatori | 50’ Meïté |

| Arbitro: | Stinat |

|                |           |                           |
| Mikautadze 79’ | Marcatori | 21’ Koyalipou 85’ Zaroury |

| Arbitro: | Bastien |

|                          |           |  |
| Minamino 62’ Zakaria 68’ | Marcatori |  |

| Arbitro: | Frappart |

|                           |           |  |
| Lacazette 55’ (rig.), 72’ | Marcatori |  |

### Coppa di Francia
| Arbitro: | Angoula |

|                |           |                             |
| Koubemba 90+4’ | Marcatori | 44’ Benrahma 88’ Mikautadze |

| Arbitro: | Lesage |

|                                       |                      |                                   |
| Moujetzky 20’, 69’                    | Marcatori            | 45’ Matić 64’ Mikautadze          |
| Bozkurt Norde W. Mendy Moujetzky Atik | Tiri di rigore 4 – 2 | Lacazette Tolisso Niakhaté Nuamah |

### Europa League

#### Fase campionato
| Arbitro: | Visser |

|                         |           |  |
| Cherki 65’ Benrahma 71’ | Marcatori |  |

| Arbitro: | Jablonski |

|              |           |                                      |
| Lawrence 14’ | Marcatori | 10’, 55’ Fofana 19’, 45+1’ Lacazette |

| Arbitro: | Osmers |

|  |           |               |
|  | Marcatori | 71’ Fernandes |

| Arbitro: | Barbu |

|                           |           |                           |
| Gendrey 47’ Tohumcu 90+6’ | Marcatori | 66’ Abner 90+3’ Lacazette |

| Arbitro: | Minaković |

|                    |           |                                            |
| Juninho 87’ (rig.) | Marcatori | 15’, 80’ Mikautadze 63’ Tolisso 63’ Fofana |

| Arbitro: | Treimanis |

|                                  |           |                         |
| Cherki 27’ Fofana 50’ Nuamah 54’ | Marcatori | 18’ Knauff 85’ Marmoush |

| Istanbul 23 gennaio 2025, ore 18:45 CET 7ª giornata | Fenerbahçe | 0 – 0 referto | Olympique Lione | Stadio Şükrü Saraçoğlu (36 722 spett.)\| Arbitro: \| Sozza \| |
| Arbitro:                                            | Sozza      |               |                 |                                                               |

| Arbitro: | Sidīropoulos |

|             |           |             |
| Tolisso 54’ | Marcatori | 77’ Almeida |

#### Fase a eliminazione diretta
| Arbitro: | Stieler |

|            |           |                                |
| Băluță 68’ | Marcatori | 30’ Tagliafico 86’, 89’ Fofana |

| Arbitro: | Taylor |

|                                     |           |  |
| Mikautadze 14’, 47’ Nuamah 37’, 88’ | Marcatori |  |

| Arbitro: | Nyberg |

|                         |           |                        |
| Almada 26’ Cherki 90+5’ | Marcatori | 45+5’ Yoro 88’ Zirkzee |

| Arbitro: | Schärer |

|                                                                         |           |                                                              |
| Ugarte 10’ Dalot 45+1’ Fernandes 114’ (rig.) Mainoo 120’ Maguire 120+1’ | Marcatori | 71’ Tolisso 78’ Tagliafico 105’ Cherki 110’ (rig.) Lacazette |

## Statistiche finali

### Statistiche di squadra
| Competizione     | Punti | In casa | In casa | In casa | In casa | In casa | In casa | In trasferta | In trasferta | In trasferta | In trasferta | In trasferta | In trasferta | Totale | Totale | Totale | Totale | Totale | Totale | DR  |
| Competizione     | Punti | G       | V       | N       | P       | Gf      | Gs      | G            | V            | N            | P            | Gf           | Gs           | G      | V      | N      | P      | Gf     | Gs     | DR  |
| ---------------- | ----- | ------- | ------- | ------- | ------- | ------- | ------- | ------------ | ------------ | ------------ | ------------ | ------------ | ------------ | ------ | ------ | ------ | ------ | ------ | ------ | --- |
| Ligue 1          | 57    | 17      | 11      | 2       | 4       | 37      | 21      | 17           | 6            | 4            | 7            | 28           | 25           | 34     | 17     | 6      | 11     | 65     | 46     | +19 |
| Coppa di Francia | -     | 0       | 0       | 0       | 0       | 0       | 0       | 2            | 1            | 1            | 0            | 4            | 3            | 2      | 1      | 1      | 0      | 4      | 3      | +1  |
| Europa League    | 15    | 6       | 3       | 2       | 1       | 12      | 6       | 6            | 3            | 2            | 1            | 17           | 10           | 12     | 6      | 4      | 2      | 29     | 16     | +13 |
| Totale           | -     | 23      | 14      | 4       | 5       | 49      | 28      | 25           | 10           | 7            | 8            | 49           | 38           | 48     | 24     | 11     | 13     | 98     | 65     | +33 |

### Andamento in campionato
| Giornata  | 1  | 2  | 3  | 4  | 5  | 6  | 7 | 8 | 9 | 10 | 11 | 12 | 13 | 14 | 15 | 16 | 17 | 18 | 19 | 20 | 21 | 22 | 23 | 24 | 25 | 26 | 27 | 28 | 29 | 30 | 31 | 32 | 33 | 34 |
| --------- | -- | -- | -- | -- | -- | -- | - | - | - | -- | -- | -- | -- | -- | -- | -- | -- | -- | -- | -- | -- | -- | -- | -- | -- | -- | -- | -- | -- | -- | -- | -- | -- | -- |
| Luogo     | T  | C  | C  | T  | C  | T  | C | T | C | T  | C  | T  | C  | T  | T  | C  | T  | C  | T  | T  | C  | T  | C  | C  | T  | C  | T  | C  | T  | T  | C  | C  | T  | C  |
| Risultato | P  | P  | V  | N  | P  | V  | V | V | N | N  | V  | N  | V  | V  | P  | V  | P  | N  | N  | P  | V  | V  | P  | V  | V  | V  | P  | V  | V  | P  | V  | P  | P  | V  |
| Posizione | 17 | 18 | 14 | 13 | 14 | 10 | 8 | 7 | 7 | 6  | 5  | 6  | 5  | 5  | 5  | 5  | 6  | 6  | 6  | 7  | 6  | 6  | 6  | 6  | 6  | 5  | 6  | 6  | 4  | 6  | 5  | 7  | 7  | 6  |

Legenda:

Luogo: C = Casa; T = Trasferta. Risultato: V = Vittoria; N = Pareggio; P = Sconfitta.

### Statistiche individuali
In corsivo i calciatori ceduti durante la stagione
| Giocatore          | Ligue 1  | Ligue 1 | Ligue 1     | Ligue 1    | Coupe de France | Coupe de France | Coupe de France | Coupe de France | Europa League | Europa League | Europa League | Europa League | Totale   | Totale | Totale      | Totale     |
| Giocatore          | Presenze | Reti    | Ammonizioni | Espulsioni | Presenze        | Reti            | Ammonizioni     | Espulsioni      | Presenze      | Reti          | Ammonizioni   | Espulsioni    | Presenze | Reti   | Ammonizioni | Espulsioni |
| ------------------ | -------- | ------- | ----------- | ---------- | --------------- | --------------- | --------------- | --------------- | ------------- | ------------- | ------------- | ------------- | -------- | ------ | ----------- | ---------- |
| Abner              | 19       | 1       | 1           | 0          | 2               | 0               | 0               | 0               | 6             | 0             | 1             | 0             | 27       | 1      | 2           | 0          |
| Adryelson          | 1        | 0       | 1           | 0          | -               | -               | -               | -               | -             | -             | -             | -             | 1        | 0      | 1           | 0          |
| P. Akouokou        | 2        | 0       | 1           | 0          | 0               | 0               | 0               | 0               | 3             | 0             | 0             | 0             | 5        | 0      | 1           | 0          |
| T. Almada          | 16       | 1       | 3           | 0          | -               | -               | -               | -               | 4             | 1             | 0             | 0             | 20       | 2      | 3           | 0          |
| M.S. Baldé         | 2        | 0       | 0           | 0          | -               | -               | -               | -               | -             | -             | -             | -             | 2        | 0      | 0           | 0          |
| T. Barišić         | 1        | 0       | 0           | 0          | 0               | 0               | 0               | 0               | 0             | 0             | 0             | 0             | 1        | 0      | 0           | 0          |
| S. Benrahma        | 13       | 1       | 0           | 0          | 2               | 1               | 0               | 0               | 7             | 1             | 1             | 0             | 22       | 3      | 1           | 0          |
| D. Ćaleta-Car      | 19       | 1       | 8           | 0          | 0               | 0               | 0               | 0               | 9             | 0             | 1             | 0             | 28       | 1      | 9           | 0          |
| M. Caqueret        | 9        | 0       | 1           | 0          | 1               | 0               | 1               | 0               | 4             | 0             | 0             | 0             | 14       | 0      | 2           | 0          |
| R. Cherki          | 30       | 8       | 3           | 0          | 2               | 0               | 1               | 0               | 12            | 4             | 1             | 0             | 44       | 12     | 5           | 0          |
| R. Descamps        | 1        | -2      | 0           | 0          | 1               | -1              | 1               | 0               | 1             | -2            | 0             | 0             | 3        | -5     | 1           | 0          |
| M. Diawara         | 2        | 0       | 0           | 0          | 0               | 0               | 0               | 0               | 2             | 0             | 0             | 0             | 4        | 0      | 0           | 0          |
| M. Fofana          | 28       | 5       | 2           | 0          | 2               | 0               | 0               | 0               | 10            | 6             | 1             | 0             | 40       | 11     | 3           | 0          |
| A. Gomes Rodríguez | 1        | 0       | 0           | 0          | 0               | 0               | 0               | 0               | 0             | 0             | 0             | 0             | 1        | 0      | 0           | 0          |
| S. Kumbedi         | 14       | 0       | 2           | 0          | 1               | 0               | 0               | 0               | 4             | 0             | 1             | 0             | 19       | 0      | 3           | 0          |
| A. Lacazette       | 30       | 15      | 5           | 0          | 2               | 0               | 0               | 0               | 10            | 4             | 2             | 0             | 42       | 19     | 7           | 0          |
| A. Lopes           | 0        | -0      | 0           | 0          | 0               | -0              | 0               | 0               | 0             | -0            | 0             | 0             | 0        | -0     | 0           | 0          |
| D. Lovren          | 0        | 0       | 0           | 0          | 0               | 0               | 0               | 0               | 0             | 0             | 0             | 0             | 0        | 0      | 0           | 0          |
| A. Maitland-Niles  | 32       | 1       | 2           | 0          | 1               | 0               | 1               | 0               | 11            | 0             | 2             | 0             | 44       | 1      | 5           | 0          |
| O. Mangala         | 1        | 0       | 0           | 0          | -               | -               | -               | -               | -             | -             | -             | -             | 1        | 0      | 0           | 0          |
| C. Mata            | 29       | 0       | 6           | 0          | 2               | 0               | 0               | 0               | 9             | 0             | 1             | 0             | 40       | 0      | 7           | 0          |
| N. Matić           | 29       | 0       | 1           | 0          | 2               | 1               | 0               | 0               | 8             | 0             | 0             | 0             | 39       | 1      | 1           | 0          |
| G. Mikautadze      | 34       | 11      | 2           | 0          | 2               | 2               | 0               | 0               | 11            | 4             | 0             | 0             | 47       | 17     | 2           | 0          |
| E. Molebe          | 0        | 0       | 0           | 0          | 1               | 0               | 0               | 0               | 1             | 0             | 0             | 0             | 2        | 0      | 0           | 0          |
| M. Niakhaté        | 30       | 0       | 2           | 0          | 2               | 0               | 0               | 0               | 9             | 0             | 2             | 0             | 41       | 0      | 4           | 0          |
| E. Nuamah          | 23       | 3       | 2           | 0          | 1               | 0               | 0               | 0               | 9             | 3             | 1             | 0             | 33       | 6      | 3           | 0          |
| W. Omari           | 1        | 0       | 0           | 0          | 1               | 0               | 0               | 0               | 2             | 0             | 0             | 0             | 4        | 0      | 0           | 0          |
| G. Orban           | 3        | 2       | 1           | 0          | 0               | 0               | 0               | 0               | 2             | 0             | 0             | 0             | 5        | 2      | 1           | 0          |
| L. Perri           | 33       | -44     | 0           | 0          | 1               | -2              | 0               | 0               | 11            | -14           | 0             | 0             | 45       | -60    | 0           | 0          |
| T. Tessmann        | 25       | 1       | 3           | 0          | 1               | 0               | 0               | 0               | 9             | 0             | 1             | 0             | 35       | 1      | 4           | 0          |
| N. Tagliafico      | 24       | 3       | 7           | 0          | 0               | 0               | 0               | 0               | 9             | 2             | 5             | 0             | 33       | 5      | 12          | 0          |
| C. Tolisso         | 32       | 7       | 4           | 0          | 2               | 0               | 0               | 0               | 12            | 3             | 4             | 1             | 46       | 10     | 8           | 1          |
| J. Veretout        | 27       | 2       | 3           | 0          | 2               | 0               | 0               | 0               | 9             | 0             | 2             | 0             | 38       | 2      | 5           | 0          |
| W. Zaha            | 4        | 0       | 0           | 0          | 0               | 0               | 0               | 0               | 2             | 0             | 0             | 0             | 6        | 0      | 0           | 0          |